# 압둘라예 디알로
압둘라예 디알로(프랑스어: Abdoulaye Diallo, 1992년 3월 30일 ~ )는 골키퍼로 뛰는 세네갈의 프로 축구 선수이다. 그는 INF 클레르퐁텐을 졸업했고 2007년에 렌에 입단했다. 디알로는 17세의 나이로 2009년 11월 29일 리옹과의 리그 경기에서 프로 데뷔를 했다. 프랑스에서 태어난 그는 부모님의 출생국을 대표하여 세네갈로 이적하기 전 20세 이하의 국가를 대표했다.

## 구단 경력

### 초기 경력
디알로는 그의 고향 클럽인 스타드 드 랭스에서 유소년 선수로 그의 축구 경력을 시작했다. 2004년, 그는 INF 클레르퐁텐에 참석하기로 선택되었고 주중에는 아카데미의 시설 훈련에서, 주말에는 랭스에서 뛰면서 3년을 보냈다. 그는 그의 반에서 가장 어린 선수였고 1992년에 태어난 유일한 선수였다. 클레르퐁텐을 떠나기 전, 디알로는 열망하는 (유소년) 계약으로 국가적으로 인정된 스타드 렌의 유소년 아카데미에 합류하기로 동의했다. 렌은 2004년부터 그 선수를 영입해왔다.

### 렌
디알로는 렌에 합류했고 그 클럽이 구성했던 국제적으로 인정받는 많은 청소년 재능들 중 하나였다. 이 재능들은 잉글랜드의 맨체스터 시티에서 뛰었던 청소년 국제 선수 엘리엇 소린, 웨슬리 얌네인, 제레미 헬란, 압둘라예 두쿠레, 악셀 응간도를 포함했다. 디알로는 처음에 그들의 리그인 18세 이하 샹피오나 나시오날에서 뛰고 있던 18세 이하 팀에 합류했다. 렌은 플레이오프에서 빠지면서 4위로 마쳤다. 2008-09 시즌에는 디알로가 지난 시즌부터 그들의 타이틀을 방어하려고 시도하면서 클럽의 쿠프 감바르델라 팀에서 자리를 얻었다. 토너먼트에서 골키퍼는 3경기에 출전했고 4골을 내주었다. 렌은 16강전에서 르아브르에게 패하면서 탈락의 고배를 마셨다.
2010년 4월 18일, 디알로는 3년 계약에 합의하며 첫 프로 계약을 맺었다.

### 겐츨레르비를리이
2019년 6월 28일, 디알로는 튀르키예의 겐츨레르비를리이와 계약하였다.

### 노팅엄 포리스트
겐츨레르비를리이에서 방출된 디알로는 2020년 9월 14일 EFL 챔피언십의 노팅엄 포리스트에 입단했다.

## 국가대표팀 경력
디알로는 2015년 3월에 세네갈 국가대표팀에 처음으로 소집되었고, 2015년 3월 28일과 3월 31일에 열린 가나와 르아브르와의 친선 경기에서 경기를 치렀다.
2018년 5월, 디알로는 러시아의 2018년 FIFA 월드컵에서 세네갈 국가대표팀의 23인 선수단에 이름을 올렸다. 그는 또한 2017년과 2019년 아프리카 네이션스컵에 참가했다.